# اینیگو لاندالوسه
اینیگو لاندالوسه (اسپانیایی: Iñigo Landaluze‎؛ زادهٔ ۹ مهٔ ۱۹۷۷) دوچرخه‌سوار اهل اسپانیا است. وی در مسابقات تور دو فرانس و جیرو دیتالیا شرکت کرده است.